# Margareta Ekström
Sigrid Margareta Ekström, född 23 april 1930 i Stockholm, död 12 december 2021 i Högalids distrikt i Stockholm, var en svensk författare, översättare och litteraturkritiker.

## Biografi
Ekström, som blev fil. kand. vid Stockholms högskola, var litteraturkritiker i Expressen 1961–1983, kulturmedarbetare hos Sydsvenskan 1974–1982 samt för Allt om Böcker och Sköna Hem från 1981.
Hon hade många förtroendeuppdrag som ledamot i 
Statens filmgranskningsråd 1960–1967, Radionämnden 1967–1970, styrelseledamot i Svensk Filmindustri 1974–1977, expert i massmediautredningen 1974–1976, vice ordförande i Svenska PEN 1968–1981, styrelseledamot i Svenska institutet 1979–1983 och ledamot i Bonniernämnden 1971–1985. Hon har även varit ledamot i 1:a sällskapet.
Hon var medlem i Samarbetskommittén för ökad kvinnorepresentation.

### Författarskap
Ekström debuterade som vuxenförfattare med novellsamlingen Aftnar i S:t Petersburg 1960. Hon bidrog även med material till bokserien Bland tomtar och troll. 1990 utkom diktsamlingen Skärmar. Tom Hedlund ansåg att den "... är fylld av en skör överlevnadspoesi ...", där hon är "den inträngande och klarsynt balanserade psykologen". Han framhöll samlingens sista dikt Instruktion för flygrädda, som "förtjänar att bli en liten tröstklassiker". Dikten har blivit flitigt citerad, och dess inledning lyder: "För att man skall kunna flyga / måste skalet klyvas / och den ömtåliga kroppen blottas."

### Priser och utmärkelser
Ekström tilldelades en rad priser för sitt författarskap, bland annat Doblougska priset av Svenska Akademien. Hon mottog också utmärkelsen Litteris et Artibus.

### Familj
Margareta Ekström var dotter till kamrer Harald Ekström (1886–1987) och Sigrid Lagervall (1902–1994). Hon var mellan 1954 och 1969 gift med författaren Carl-Eric Nordberg. I ett längre förhållande med Per Wästberg fick hon dottern författaren och konstnären Johanna Ekström och sonen företagaren Jakob Wästberg. Margareta Ekström är begravd på Skogskyrkogården i Stockholm.

## Översättningar (urval)
- 1971 – Okot p'Bitek: Lawinos sång: en afrikansk kvinnas klagan (Song of Lawino) (Prisma)
- 1982 – Virginia Woolf: Orlando (Orlando) (Norstedts)
- 1984 – Virginia Woolf: Tre guineas (Three Guineas) (Författarförlaget)
- 1988 – Elizabeth David: En omelett och ett glas vin (An Omelette and a Glass of Wine) (Gedins)
- 1990 – Virginia Woolf: Virginia Woolfs samlade noveller och prosaskisser (The Complete Shorter Fiction of Virginia Woolf) (Forum)

## Priser och utmärkelser
- 1963 – Boklotteriets stipendiat
- 1964 – Albert Bonniers stipendiefond för yngre och nyare författare
- 1970 – Litteraturfrämjandets stipendiat
- 1972 – Tidningen Vi:s litteraturpris
- 1977 – Doblougska priset
- 1989 – Gun och Olof Engqvists stipendium
- 1993 – Guldpennan från Gastronomiska Akademien
- 1997 – De Nios Vinterpris
- 1998 – Litteris et Artibus
- 2000 – Signe Ekblad-Eldhs pris